# Jean Massard
Pour les articles homonymes, voir Massard.
Jean Massard, né à Bellême le 22 août 1740 et mort à Paris le 16 mars 1822, est un graveur français.

## Biographie
Fils d’un cultivateur, Jean Massard vint à Paris en 1756 pour se placer dans le commerce et entre chez un libraire. Le métier lui aurait peut-être convenu s’il n’avait eu du goût pour le dessin. S’essayant, dans ses loisirs et même souvent la nuit, à copier les gravures qu’il avait sous la main, il tirait de ces planches quelque argent. Il se présenta comme élève chez son compatriote, le graveur Noël Le Mire, lui offrant dix années de son temps pour lui payer son apprentissage. Ayant essuyé un refus, il se remit au travail. Enfin, en 1765, Jean-Baptiste Greuze, auquel il porta ses dessins, l’encouragea et lui donna des conseils.
Il grava bientôt les œuvres de son maître, alors en vogue, et se fit un nom en tant que graveur d'interprétation. Sa planche la meilleure est la Mort de Socrate d’après Jacques-Louis David. On lui doit, entre autres travaux, Charles Ier et sa famille, d’après Antoine van Dyck ; les portraits de Louis XVI, de Marie-Antoinette, du comte d'Artois ; des vignettes pour Les Métamorphoses d’Ovide et les œuvres de Jean Racine, des scènes de genre, des sujets religieux d’après les artistes italiens, un œuvre important et fécond, où domine, à défaut peut-être de souplesse et d’ampleur, un heureux emploi du burin, une connaissance parfaite de la gravure et une exactitude scrupuleuse qui lui valurent sa réception à l’Académie royale en 1785.
En 1786, paraissent les premières estampes de la Galerie du Palais Royal publiée sous la direction de Jacques Couché et Jacques Bouillard, à laquelle Massard et ses fils contribuent.
Cette ténacité et cette volonté du bien, Jean Massard l’avait manifestée dès sa jeunesse. Dans une maison retirée, il aurait pu traverser la Révolution française sans encombre, grâce à son énergie au travail. Mais, sollicité par une dame de sa connaissance de demander pour son mari une place dans le gouvernement, Massard avait fait les démarches nécessaires et ces démarches avaient attiré des soupçons. Bientôt, accusé de comploter avec les ennemis de Robespierre, il fut saisi et mis en prison avec les siens. Deux ou trois jours après il était devant le tribunal et il allait être condamné, lorsqu’un des membres qui le connaissait pour lui avoir emprunté une somme considérable jamais rendue, déclara qu’il est incapable d’entrer dans aucune conspiration, et il fut mis en liberté. Dès lors, sa petite maison fut l’asile des suspects. Au fond de la cour, un pavillon fut transformé en chapelle où, chaque dimanche, on assistait à la messe. Un prêtre, nommé Oranger, s’étant réfugié chez lui, il l’accueillit et le garda jusqu’à l’arrivée du Premier Consul en le faisant passer pour un de ses élèves.
Il eut Marie-Gabrielle Coignet, née en 1793, comme élève.
Massard, marié à Marguerite Benoit, mourut d’une chute. Sa femme le rejoint dans la mort le 3 septembre 1823. Avec moins de réputation, au moins deux de ses quatre fils, Jean-Baptiste Félix Massard (1773-?), Jean Baptiste Raphael Urbain Massard (dit Urbain Massard, 1775-1843) et Alexandre Pierre Jean-Baptiste Massard (dit Alexandre, 1777-?), ainsi que son petit-fils, Léopold Massard (1812-1889) ont suivi la même voie et laissé des œuvres appréciées.

## Œuvre

### Estampes
- Ravissement de saint-Paul, d'après Dominique Zampieri; Le Concert d'après François Valentin, lot 272[3]
- Sainte Cécile, d'après Raphaël, épreuve  avant la lettre, lot 273[3]
- Hippocrate refusant les présents d'Artaxerce, d'après Anne-Louis Girodet, lot 274[3]
- Sépulture d'Atala, d'après Anne-Louis Girodet, lot 275[3]
- Le Pardon, d'après Charles Paul Landon, lot 276[3]
- Louis XVIII, d'après François Gérard, lot 277[3]

### Illustrations d'ouvrages
- Charles Pinot Duclos, Considérations sur les mœurs de ce siècle, frontispice par Jean-Baptiste Delafosse d'après Hubert-François Gravelot, vignette de titre et bandeau par Jean Massard, chez Prault et Fils, Paris, 1751 (réédition en 1764).